# Марк Эмилий Лепид (консул 78 года до н. э.)
Марк Эми́лий Ле́пид (лат. Marcus Aemilius Lepidus; умер в 77 году до н. э., Сардиния, Римская республика) — древнеримский военачальник и государственный деятель из патрицианского рода Эмилиев Лепидов, консул 78 года до н. э. Участвовал в Союзнической войне, в последовавших за этим гражданских войнах стал сторонником Луция Корнелия Суллы. Не позже 79 года между Лепидом и Суллой произошёл конфликт. Марк Эмилий добился консульства на 78 год, а после смерти Суллы попытался отменить установленные этим диктатором порядки. Встретив сопротивление сената и своего коллеги Квинта Лутация Катула Капитолина, он поднял восстание в Этрурии. В битве на Марсовом поле Лепид потерпел поражение, после чего переправился с армией на Сардинию, где вскоре и умер.
Сыном Марка Эмилия был один из участников второго триумвирата того же имени.

## Биография

### Происхождение
Марк Эмилий принадлежал к знатному патрицианскому роду Эмилиев, который античные авторы относили к самым старым семействам Рима. Одна из восемнадцати старейших триб получила своё название в честь этого рода. Его генеалогию возводили либо к Пифагору, либо к царю Нуме Помпилию, а одна из версий традиции, приводимая Плутархом, называет Эмилией дочь Энея и Лавинии, родившую от Марса Ромула — легендарного основателя Рима. Представителей этого рода отличали, если верить Плутарху, «высокие нравственные качества, в которых они неустанно совершенствовались».
Первый носитель когномена Лепид (Lepidus) достиг консульства в 285 году до н. э. Капитолийские фасты называют преномены отца и деда Марка Эмилия — Квинт и Марк соответственно. Согласно предположению В. Друмана, Марк-старший — это военный трибун, сражавшийся при Магнезии. Другие историки, исходя из сообщения Цицерона о том, что Марк Эмилий Лепид-триумвир был правнуком консула 187 года до н. э., предполагают, что Квинт Эмилий был сыном последнего.

### Начало карьеры
По мнению немецкого антиковеда Э. Клебса, Марк Эмилий мог участвовать в решающем столкновении сенатской аристократии с политиком-демагогом Луцием Аппулеем Сатурнином, которое произошло в декабре 100 года до н. э. Предположительно Лепид был одним из военных трибунов в армии Гнея Помпея Страбона, осаждавшей Аускул во время Союзнической войны (89 год до н. э.).
В начавшихся вскоре гражданских войнах Марк Эмилий занял сторону Луция Корнелия Суллы, хотя Павел Орозий называет его марианцем. В связи с этим российский исследователь А. Ерёмин охарактеризовал Лепида как «типичного аристократа-ренегата сулланского времени». В 82 году до н. э., по данным Аппиана, некто Эмилий Лепид (это мог быть Марк или его сородич Мамерк Эмилий Лепид Ливиан) благодаря измене взял город Норба — один из последних очагов сопротивления Сулле в Италии. Жители Норбы, «разгневанные этой изменой», совершили массовое самоубийство, а город погиб в огне.
Лепид смог обогатиться во время проскрипций, за бесценок покупая имущество жертв. При этом в изложении Саллюстия он говорит в своё оправдание, что действовал так ради собственной безопасности. В 80 году до н. э. Марк Эмилий упоминается как пропретор Сицилии и, таким образом, не позже 81 года должен был получить претуру (это была к тому же максимально поздняя из дат, возможных с точки зрения закона Виллия). В провинции Лепид стал ещё богаче: по возвращении в Рим он восстановил Эмилиеву базилику и построил роскошный особняк, причём первым в городе использовал при строительстве нумидийский мрамор.
Вскоре Марка Эмилия привлекли к суду по обвинению в злоупотреблении властью в провинции. Инициаторами процесса стали юные братья Метеллы — Непот и Целер. Обвинителями двигало желание обратить на себя всеобщее внимание, но в историографии есть предположение, что за ними стоял Сулла. Разветвлённый род Метеллов был одной из главных опор диктатора, который внезапно изменил своё отношение к Лепиду. По словам Плутарха, Сулла назвал Марка Эмилия «самым худшим из людей». Причина столь резкой перемены точно неизвестна, но, по предположению Ю. Циркина, дело могло быть в политических амбициях Лепида. Правда, А. Егоров считает, что порядок был обратным: «вражда с Метеллами поссорила Лепида и с Суллой».
В этой ситуации на сторону обвиняемого встал Гней Помпей Великий. С Лепидом его могли связывать давнее знакомство (совместная служба под началом отца Помпея) и политический расчёт. Гней обеспечил Марку Эмилию благосклонность народа, и Метеллам оставалось только отказаться от обвинений, используя в качестве благовидного предлога их свойство с Помпеем.

### Консульство
К 79 году до н. э. окружение Суллы распалось на две группировки. Одну из них возглавлял сам диктатор, другую — Помпей; к последнему примкнули Публий Сервилий Ватия и Марк Эмилий. Ж. Каркопино считает, что отказ Суллы от диктатуры, датируемый 79 годом, мог стать успехом помпеянской «партии». По мнению А. Егорова, речь шла только о возможном ограничении влияния диктатора при сохранении установленных им порядков. Помпей поддержал кандидатуру Лепида в консулы на 78 год. Сулла, к тому времени уже бывший частным лицом, постарался помешать этому избранию, поддерживая Квинта Лутация Катула и, предположительно, Мамерка Эмилия Лепида Ливиана, но Марк Эмилий, всё-таки, одержал на выборах убедительную победу благодаря поддержке плебса и армии Помпея. Сулла смирился с этим и только сказал Помпею сразу после избрания консулов:

Я вижу, молодой человек, что ты рад своему успеху. Как это благородно и прекрасно с твоей стороны, что Лепид, отъявленный негодяй, по твоему ходатайству перед народом избран консулом, и даже более успешно, чем Катул, один из самых добропорядочных людей. Пришла пора тебе не дремать и быть на страже: ведь ты приобрёл врага, гораздо более сильного, чем ты сам.
— Плутарх. Помпей, 15.
Коллегой Марка Эмилия стал Квинт Лутаций Катул. Консулы «питали друг к другу злейшую вражду», проявлявшуюся с самого начала года. Лепид вскоре после принятия полномочий выдвинул новую политическую программу: он предложил ввести бесплатные раздачи хлеба по пять модиев, амнистировать проскрибированных и их детей и вернуть италикам земли, которые Сулла отобрал у них для своих ветеранов. О его мотивах ничего точно не известно. Возможно, Марк Эмилий, не имея прочной опоры в армии, решил сделать карьеру демагога. О радикализации идей и действий Лепида может говорить речь, сохранившаяся в составе фрагментов «Истории» Саллюстия и произнесённая ещё до смерти Суллы. В ней Марк Эмилий говорит о «тиранической власти Суллы», «свирепого Ромула», который «все надежды возлагает на преступления и вероломства»; он заявляет, что для него «свобода, хотя и связанная с опасностью, всегда ценилась… выше спокойного рабства» и призывает римлян сражаться за восстановление Республики под его началом.
Открытые столкновения между сторонниками Лепида и Суллы начались сразу после смерти последнего. Прозвучали требования, чтобы тело диктатора провезли по всей Италии, выставили на Форуме и похоронили за государственный счёт. Марк Эмилий выступил против; в Риме начались беспорядки, но Помпей, не поддержавший радикальные требования Лепида, поддержал Катула и других сулланцев. Покойный получил все почести. В связи с этими событиями уже можно говорить о том, что у Лепида появилась собственная «партия». Правда, именно тогда он окончательно убедился, что не сможет привлечь на свою сторону сулланских ветеранов, и сделал ставку на италиков, потерявших при диктатуре свои земли.

### Восстание
Марк Эмилий открыто пообещал италикам вернуть им землю, отобранную Суллой. Это заявление спровоцировало восстание на севере Этрурии, в районе города Фезулы: местные жители напали на римских колонистов. Сенат направил на борьбу с повстанцами обоих консулов, дав каждому по армии и обязав их клятвой не использовать оружие друг против друга. Но Лепид не стал выполнять поставленную перед ним задачу: обосновавшись в горах, он начал собирать вокруг себя этрусков, детей проскрибированных, людей, «раздражённых нуждой и неосуществлёнными желаниями», так что превратился фактически в руководителя восстания. Возникла опасность, что под его началом против Рима объединится вся Этрурия. Катул, вернувшись в Рим, предложил сенату принять решительные меры и был поддержан Луцием Марцием Филиппом; большинство, всё-таки, постановило предложить Лепиду амнистию в обмен на прекращение его деятельности. Марк Эмилий это предложение отверг.
Теперь Лепид потребовал, опираясь на свою армию, восстановить власть народных трибунов в прежнем объёме, вернуть все права и конфискованное имущество проскрибированным и их детям, ликвидировать поселения сулланских ветеранов, а ему предоставить второе консульство. Точной информации о дальнейших событиях в источниках нет. Относящиеся к 77 году до н. э. слова Луция Марция Филиппа у Саллюстия о том, что сенат ждёт, «чтобы войско опять приблизилось и вторглось в город с убийствами и пожарами», могут означать, что уже во время своего консулата Марк Эмилий начинал открытые военные действия против Республики, но уверенности в этом у историков нет. В конце года сенат пытался вызвать Лепида в Рим для проведения консульских выборов, но тот отказался ехать. В 77 году Марк Эмилий оставался в Этрурии с полномочиями проконсула, причём он получил в управление Трансальпийскую Галлию. Р. Сайм считает, что и Цизальпийская Галлия стала провинцией Лепида; по другой гипотезе, эта территория была просто оккупирована сторонником последнего — Марком Юнием Брутом. В общей сложности в мятеже участвовали четыре армии: Лепида (в Этрурии), Брута (в Галлии), марианца Марка Перперны (в Лигурии) и сына проконсула, Луция Корнелия Сципиона Азиатского Эмилиана. Марк Эмилий как единственный обладатель официальных полномочий, вероятно, осуществлял верховное командование.
У мятежников были сторонники в Риме. Известно, что перспектива демонтажа сулланского режима привлекала многих, но при этом определённые сомнения вызывала личность человека, возглавившего восстание. Так, известно, что Гай Юлий Цезарь, узнав о «новой смуте», спешно приехал в Италию из Киликии, но, в конце концов, отказался поддержать Лепида, «хотя тот и прельщал его большими выгодами. Его разочаровал как вождь, так и само предприятие, которое обернулось хуже, чем он думал».
Ход гражданской войны известен только в самых общих чертах. Марк Эмилий двинулся на Рим. Противостоявшую ему армию формально возглавлял Катул, а фактически — Помпей. Решающее сражение произошло рядом с Римом, у Марсова поля; в ожесточённой схватке победили правительственные войска, и Лепиду пришлось отступить в Этрурию. После этого Помпей нанёс удар по армии Брута: последний был осаждён в Мутине, сдался и погиб. Ю. Циркин предполагает, что в это же время понёс поражение и Перперна, остатки армии которого присоединились к Лепиду. Наконец, Сципион Азиатский Эмилиан попал в осаду в городе Альба в Лации, тоже сдался из-за голода и был убит. Марк Эмилий, тем не менее, снова двинулся на Рим, снова потерпел неудачу и отступил. После этого армия Катула начала действовать в Этрурии, и местное население активно переходило на её сторону — возможно, благодаря обещаниям амнистии.
Лепид решил закрепиться на Сардинии. Этот остров был одним из главных поставщиков зерна для Рима, так что контроль над ним давал новые перспективы в войне. Марк Эмилий переправил туда свою армию, но не нашёл поддержки. В сражении с пропретором Гаем Валерием Триарием он был ранен и вскоре умер — спустя 2—4 недели после высадки. Аппиан называет причиной его смерти чахотку, Флор — «болезнь и раскаяние». Позже возникла романтическая версия смерти Лепида: якобы он узнал о неверности жены, находившейся в это время в Риме, и умер от горя. Возможно, в Риме действительно ходили такие слухи.
Войска Лепида разделились на несколько частей; самая крупная из них во главе с Перперной переправилась в Испанию и присоединилась к армии Квинта Сертория. Её численность оценивают в 20—26 или даже 30 тысяч человек.

## Семья
Марк Эмилий был женат на Аппулее. У него было трое сыновей: Марк Эмилий Лепид (один из участников второго триумвирата), Луций Эмилий Лепид Павел (консул 50 года до н. э.) и Луций Корнелий Сципион Азиатский Эмилиан. Последний был отдан на усыновление Луцию Корнелию Сципиону Азиатскому, консулу 83 года до н. э.

## Оценки
Луций Анней Флор, признавая, что у мятежа Лепида были благие цели, всё же не считал это предприятие разумным:

Для чего иного, как не для новой войны, Лепид возвращал в Рим тех, кто от них уцелел? Владевшие имуществом граждан, осужденных по приговору Суллы, получили его хотя и бесчестно, но все-таки по праву, и требование его возвращения означало нарушение порядка в уже успокоившемся государстве, которому, словно больному и израненному, было бы полезнее хоть как-то отдохнуть, чем бередить раны, пусть даже лечением.
— Луций Анней Флор. Эпитомы, II, 11, 3-5.
Плутарх утверждает, что Лепид поднял мятеж, чтобы присвоить власть Суллы. Это могло быть точкой зрения официальной пропаганды 70-х годов до н. э.
Источники признают Марка Эмилия человеком с «неустойчивым и эмоциональным характером». Именно из-за этого, а также из-за противоречия между большими амбициями и отсутствием реальных талантов, по мнению ряда историков, Лепид не получил широкой поддержки и в конце концов потерпел поражение.